# Пензенская провинция
Пензенская провинция — одна из провинций Российской империи.

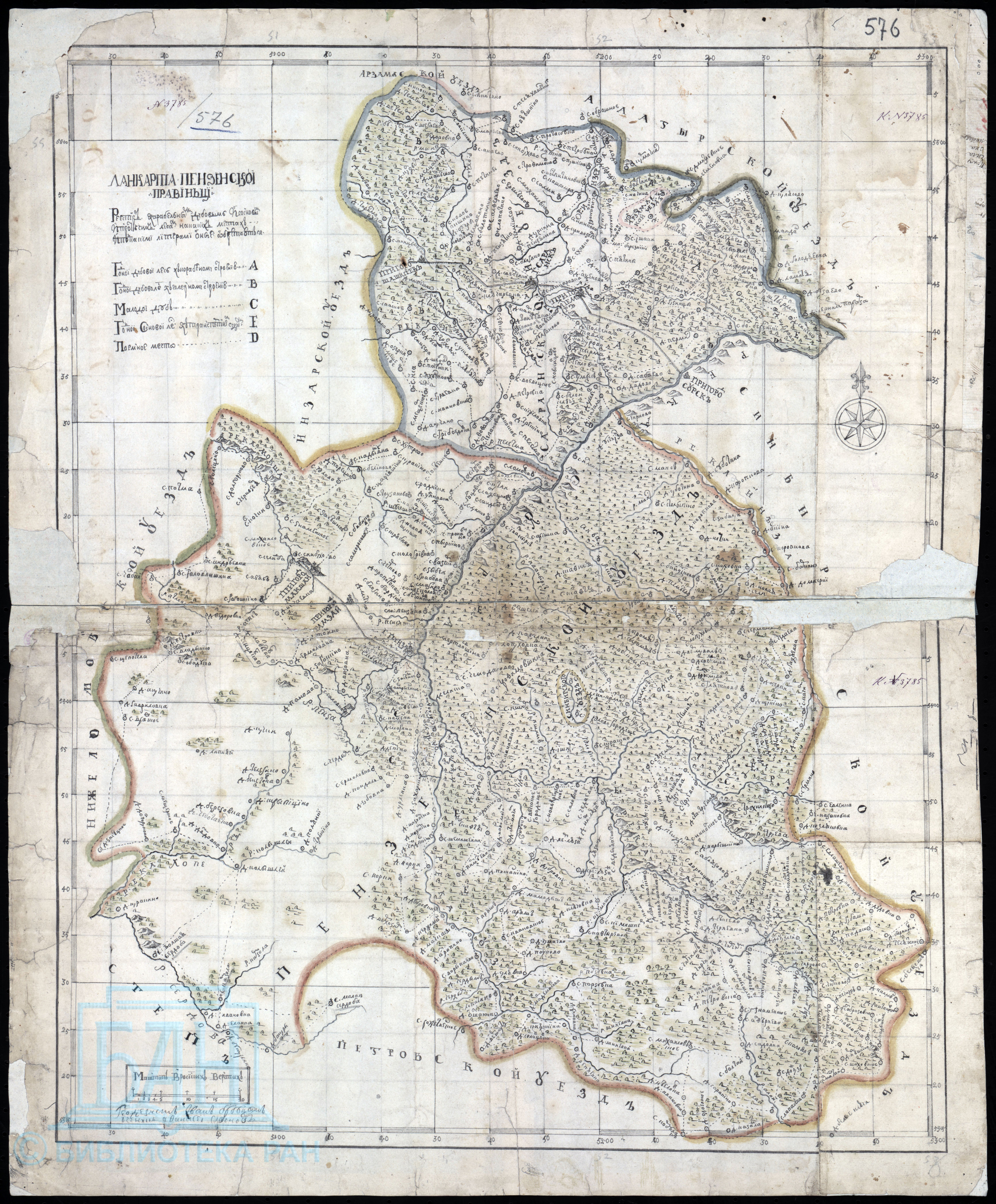
Ландкарта Пензенской провинции

Центр (административный) провинции — город Пенза. В состав провинции были включены города Пенза, Мокшан, Саранск. Провинция делилась на дистрикты, позже, в 1727 году все дистрикты в России переименованы в уезды. По закону России провинции как территориальные единицы были отменены, то есть они просуществовали с 1719 года по 1775 года. До 1780-х годов бывшие провинции именовались округами.

## История
Ранее эти территории (Сурский край) долго не имели постоянного населения, представляя собой леса, лесостепи и дикую степь, по которой кочевали половцы, затем калмыки, азовские и крымские татары. Восточнее, более или менее оседло, жили занимаясь лесными промыслами и земледелием, мордва и Мещера. Иоанн Грозный и его приёмники, на украинах, для защиты Русского государства, от набегов врагов и других воровских людей, устроили Керенскую, Верхнеломовскую, Нижнеломовскую, Инсаро-Потижскую. Саранско-Артеманскую и Пензенскую сторожевые линии (засечную черту), для этого они расселяли жителей Руси дворян, рядовых однодворцев (стрельцов, городовых казаков, засечных сторожей, пушкарей и других) и устраивали сторожевые городища с крепостями, чуть позже крепости были соединены между собой искусственными валами, завалами, рвами и надолбами. Один из валов шёл от Пензы на Рамзай, Мокшан (имел деревянную крепость с четырьмя башнями, построен в 1535 году), Ломов (основан как острог в 1636 году, охрана переправы через Козляцкий брод, находившийся на перекрёстке дорог из Дикого поля на Наровчат и Идовскую дорогу) и Керенск (1636 год), а другой от пригорода Атемара на Саранск (1641 год) и Шешкеев. В XVII веке, на линии также были построены Наровчат, Краснослободск, Шешкеев, Инсар (1647 год) и другие слободы (укреплённые городки).
По указу царя Петра I «Об устройстве губерний и об определении в оныя правителей», в 1708 году, к Казанской губернии была приписана Пенза с Пензенским уездом, а в 1719 году из Пензенского воеводства была образована Пензенская провинция. В состав провинции были включены города: Пенза (с Рамзаевским пригородом), Мокшан и Саранск и другие.
По ревизии 1710 года в провинции насчитывалось 3,4 тысяч крестьянских дворов и 6,9 ясачных дворов.
По данным 1733 года в Пензенской провинции было 129 653 жителя, «положенных в подушный оклад».  [Карта Российской Империи 1745 г.]
В ноябре 1775 года деление губерний на провинции было отменено. 31 декабря 1780 года Пензенская провинция перестала существовать в связи с созданием Пензенского наместничества, в составе Верхне Ломовского, Городищенского, Инсарского, Керенского, Краснослободского, Мокшанского, Наровчатского, Нижне Ломовского, Пензенского, Саранского, Троицкого, Чембарского и Шишкеевского уездов.

## Управление
Во главе провинции стоял воевода, подчиняющийся губернатору. Воеводы Пензенской провинции: Ф. С. Скобельцин, Н. А. Оболдуев, Н. А. Хвостов, Г. М. Бартеньев, А. П. Жуков, А. А. Всеволожский, Е. П. Чемесов. Высшим органом управления провинцией была провинциальная канцелярия, в составе: секретарь, три канцеляриста, 6 копиистов, два сторожа. Функционировали также таможня, камергерская контора, крепостная контора (регистрация различных письменных актов (крепостей) — купчих, о продаже и покупке вотчин, закладных, духовных завещаний, долговых обязательств), конская изба.